# زوزانا کلیمشووا
زوزانا کلیمشووا (چکی: Zuzana Klimešová؛ زادهٔ ۲۱ ژانویهٔ ۱۹۷۹) بازیکن بسکتبال زن اهل جمهوری چک است. وی در بازی‌های المپیک تابستانی ۲۰۰۴ شرکت کرده‌است.